# Mącznica alpejska
Mącznica alpejska (Arctous alpina) – gatunek roślin z rodziny wrzosowatych (Ericaceae). Występuje w strefie okołobiegunowej półkuli północnej oraz na obszarach górskich dalej na południu w strefie umiarkowanej. Zasięg obejmuje północną część Ameryki Północnej (Alaska i Kanada), północną Europę oraz góry dalej na południu (Pireneje, Alpy, Karpaty, góry półwyspu bałkańskiego) oraz północną Azję sięgając po południowe Chiny.
W Polsce gatunek ten nie występuje. Rośnie w tundrze, w piętrze alpejskim w górach oraz w borealnych lasach iglastych. 
Owoce są jadalne w stanie surowym i po przetworzeniu. Są kwaśne i obróbka poprawia ich walory smakowe. Rośliny w postaci rozdrobnionej i roztartej oraz wywarów wykorzystywane były lokalnie jako lecznicze (np. przy chorobach reumatycznych). Liście mają właściwości narkotyczne – odurzenie powoduje wdychanie dymu. Roślina bywa uprawiana w ogrodach skalnych.

## Morfologia

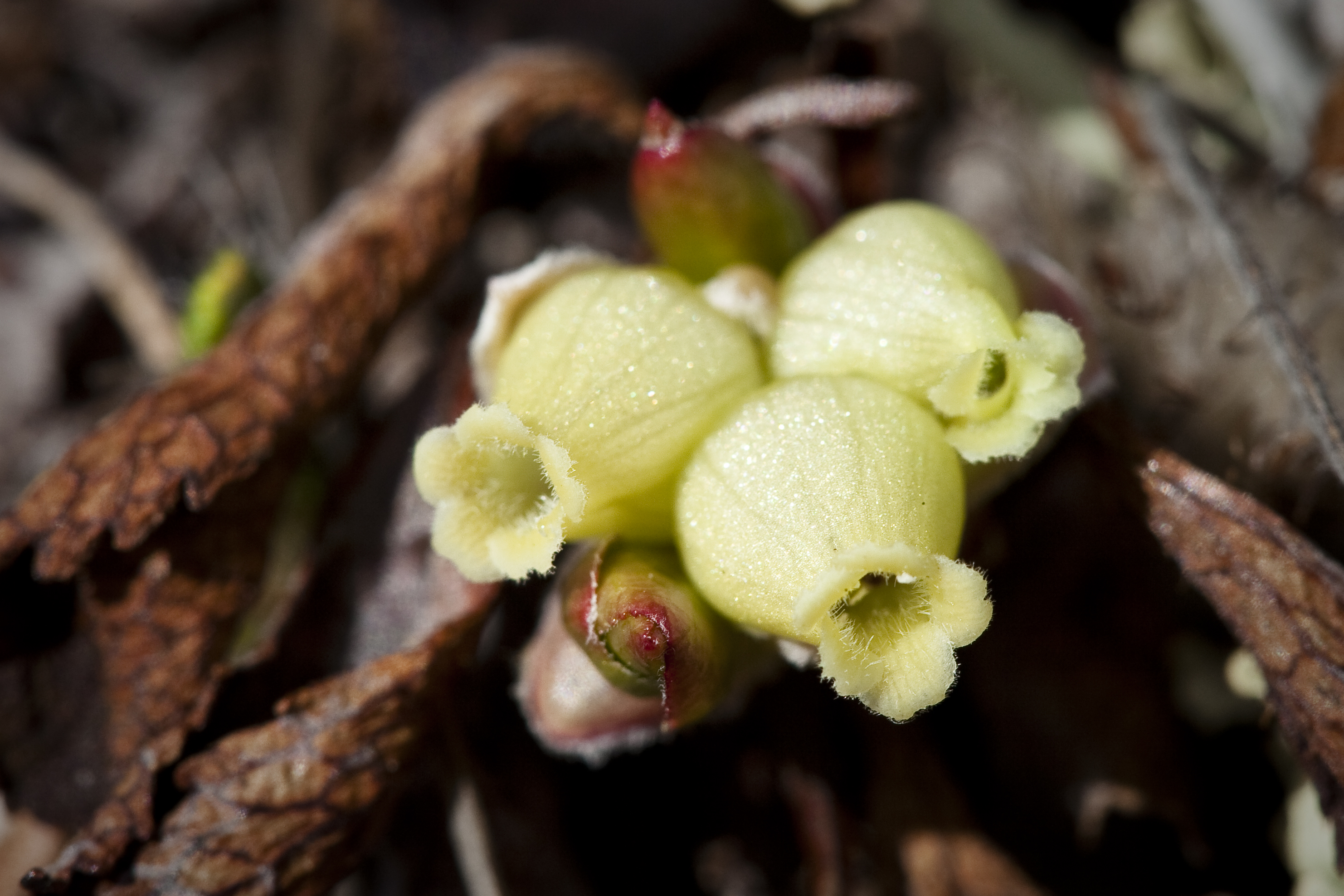
Kwiaty mącznicy alpejskiej

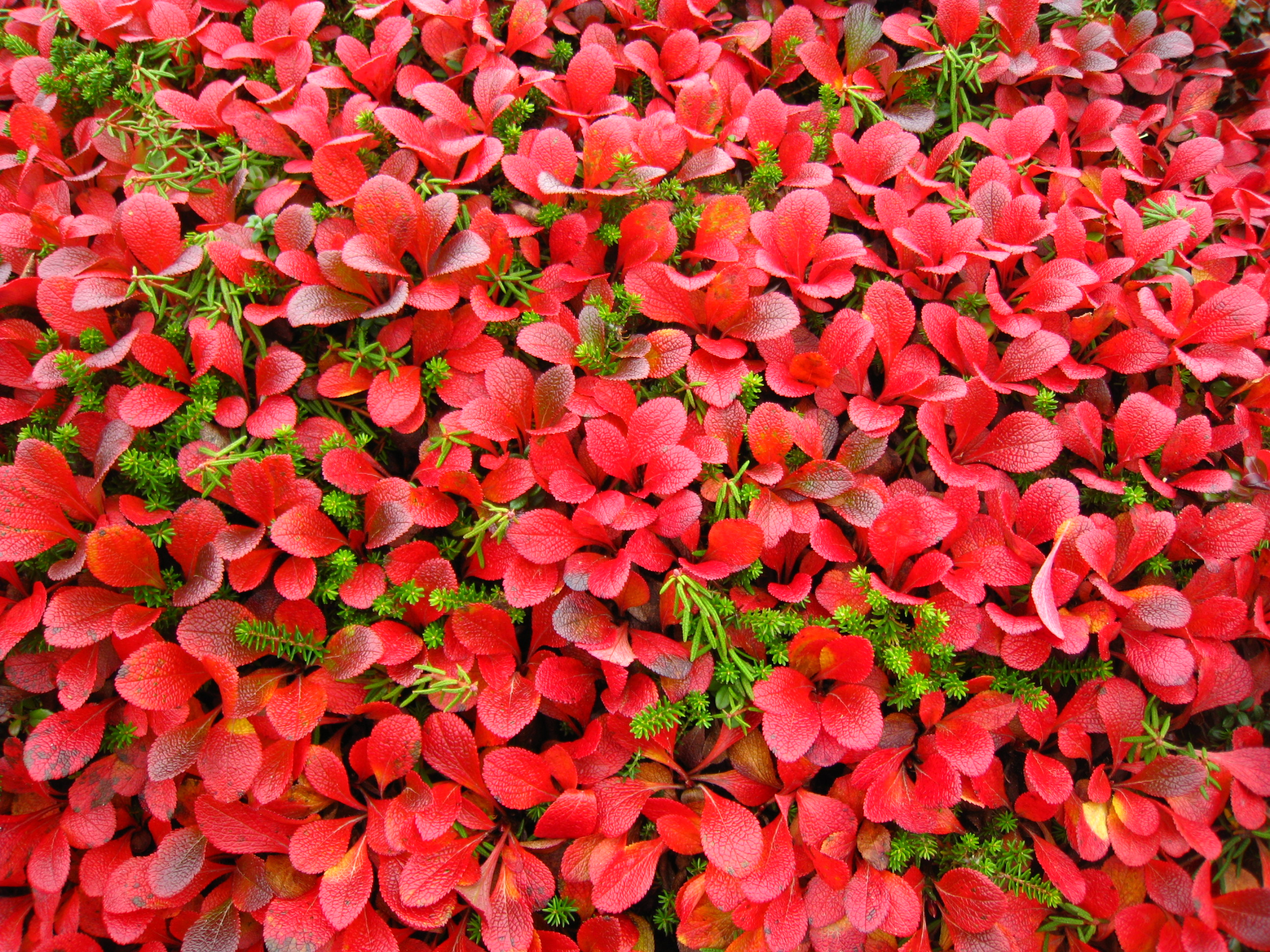
Liście mącznicy alpejskiej jesienią

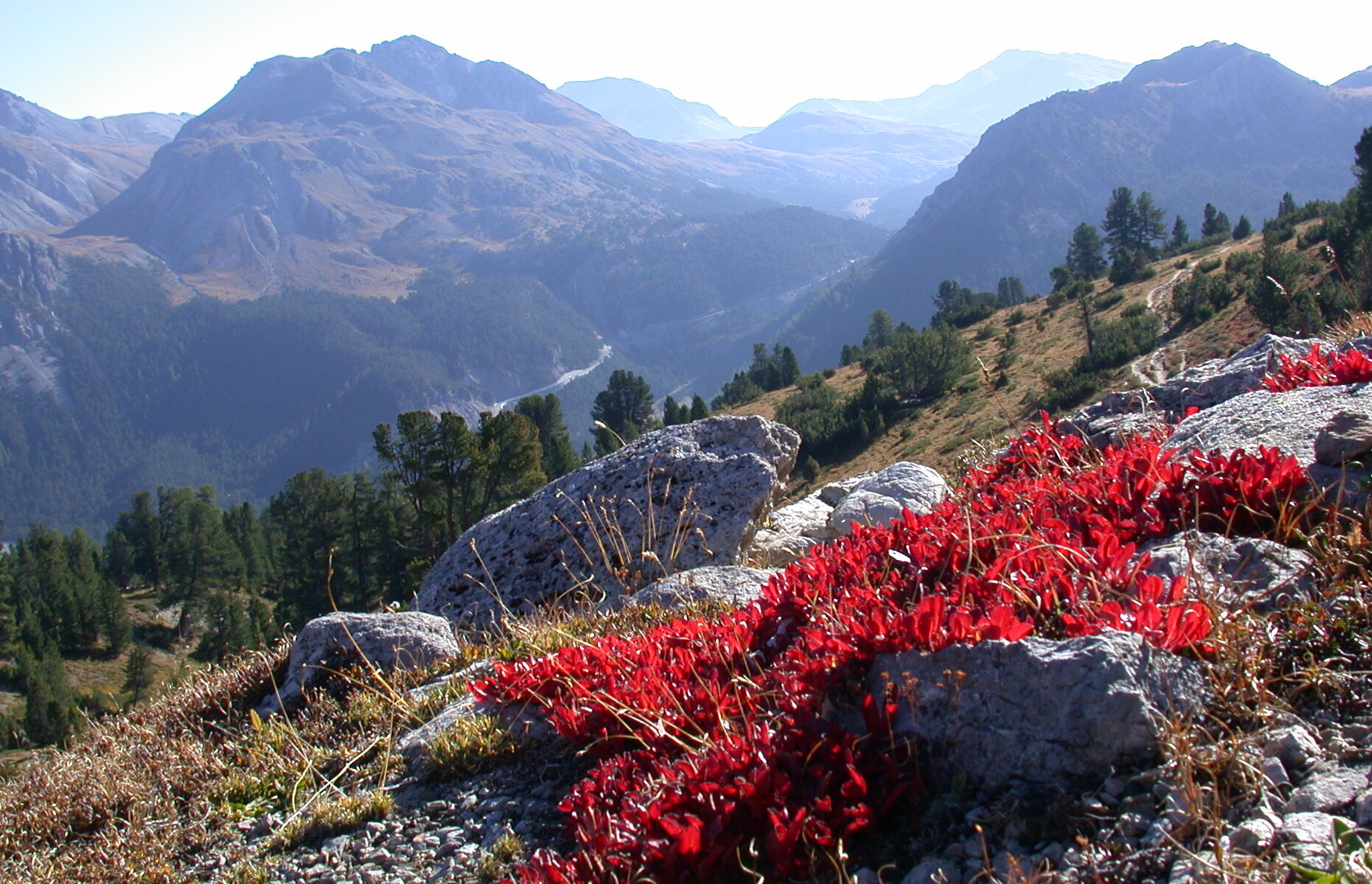
Mącznica alpejska w barwach jesiennych

PokrójNiska, płożąca i silnie rozgałęziona krzewinka, osiągająca od kilku do ok. 20, rzadko 40 cm wysokości. Pędy są nagie, na przekroju okrągłe, z korą brązową, łuszczącą się papierzasto.
LiścieSezonowe, jesienią przebarwiające się na intensywnie czerwony kolor, zachowujące się na pędach przez zimę. Ogonki liściowe do 4 mm długości, oskrzydlone. Blaszki nieco skórzaste, jajowate i owalne, karbowano-piłkowane. Osiągają 2–5 cm długości.
KwiatyObupłciowe, zebrane w liczbie od 2 do 7 w kwiatostany groniaste. Osadzone na szypułkach do 5 mm długości. Działki kielicha w liczbie 5, są jajowate, wolne i trwałe. Osiągają ok. 1 mm długości. Płatki w liczbie 5 są zrośnięte w urnowatą koronę o długości ok. 4 mm, tylko na szczycie z krótkimi wolnymi łatkami długości 0,5 mm. Korona jest biała, kremowa, żółta lub zielona. Pręcików jest 10, są schowane w koronie, nitki ich są u nasady spłaszczone i owłosione, pylniki są czerwone, otwierają się dwoma szczytowymi porami. Zalążnia jest 4–10-komorowa, z pojedynczymi zalążkami w komorach, zwieńczona główkowatym znamieniem.
OwoceKuliste, soczyste, nagie, początkowo czerwone, dojrzałe fioletowoczarne pestkowce, o średnicy 6–9 mm. Zawierają 4–5 pestek.

## Uprawa
Rozmnażana jest za pomocą nasion, ew. z sadzonek wiosną lub latem. Wymaga stanowisk słonecznych, gleby kwaśnej, przepuszczalnej i kamienistej.